# Storytime
«Storytime» (с англ. «Время историй») — песня финской симфоник-метал-группы Nightwish, выпущенная 9 ноября 2011 года в Финляндии и через два дня на территории остальной Европы в качестве первого сингла с альбома Imaginaerum. Песня написана лидером группы, клавишником Туомасом Холопайненом. За два дня до релиза сингла премьера песни состоялась в эфире финской радиостанции Rock Radio.
Туомас Холопайнен сказал о «Storytime», что это «сингл, который достаточно хорошо представляет весь альбом» и преподносит его лучше, чем в своё время это сделали «Eva» и «Amaranth» для Dark Passion Play, предыдущего альбома Nightwish.

## История
О том, что «Storytime» станет первым синглом с грядущего альбома и выйдет 11 ноября 2011 года, было объявлено в начале сентября 2011 года. Через неделю группа опубликовала обложку Imaginaerum, его трек-лист и комментарии Холопайнена к каждой песне, которые содержали намёк на связь сингла с рождеством и мультфильмом «Снеговик». 26 октября на сервисе YouTube появился 50-секундный тизер клипа «Storytime».
Сингл стал доступен 9 ноября сразу в нескольких форматах: на компакт-диске и в цифровом виде для загрузки из сети; также на YouTube был выложен клип. 18 ноября на официальном сайте Nightwish был опубликован текст песни. Вскоре после выхода «Storytime» возглавил финские чарты.

## Содержание
По словам Туомаса Холопайнена, автора «Storytime», на создание этой песни его вдохновил мультфильм 1982 года «Снеговик», кавер на песню из которого Nightwish записали для их второго студийного альбома Oceanborn. Идея для музыки «Storytime» появилась у Холопайнена, когда он задался вопросом, почему никто до сих пор не сделал ремейк мультфильма, и задумался, какой была бы его версия саундтрека для эпизода, в котором звучит «Walking in the Air».
Текст песни содержит отсылки к таким литературным персонажам, как Питер Пэн и Алиса в Стране чудес, а также упоминание древнегреческой богини Геи.

## Клип
Клип снят на радиоверсию «Storytime», которая на полторы минуты короче оригинальной. В нём Nightwish в костюмах из фильма «Воображариум» исполняет песню среди других персонажей ленты. Видео смонтировано из фрагментов фильма, кадров переодевания группы и закулисной съёмки фильма о фильме. После фэнтезийных «Amaranth» и «The Islander» съёмочная группа хотела чего-то более приземлённого, клипа-процесса, который было бы «достаточно интересно посмотреть фанатам, даже пару раз».

## Оформление
Обложку сингла создал финский художник Янне «Toxic Angel» Питкянен, ранее оформивший для Nightwish альбомы Imaginaerum и Dark Passion Play, а также все синглы, начиная с «Eva». На обложке в зимнем антураже изображена книга с эмблемой песни «The Crow, the Owl and the Dove» и надписью «Storytime» на переплёте, окружённая рельсами американских горок.

## Список композиций
| №  | Название                           | Длительность |
| -- | ---------------------------------- | ------------ |
| 1. | «Storytime» (Radio edit)           | 3:59         |
| 2. | «Storytime» (Album version)        | 5:28         |
| 3. | «Storytime» (Instrumental version) | 5:28         |

## Позиции в чартах
| Страна         | Высшая позиция | И.     |
| -------------- | -------------- | ------ |
| Австрия        | 57             | [ 11 ] |
| Великобритания | 5              | [ 12 ] |
| Венгрия        | 2              | [ 13 ] |
| Германия       | 39             | [ 14 ] |
| Финляндия      | 1              | [ 8 ]  |
| Франция        | 19             | [ 15 ] |
| Швейцария      | 31             | [ 11 ] |